# براندان هودج
براندان هودج هو مجدف كندي، ولد في 31 ديسمبر 1984 في فانكوفر في كندا.

## وصلات خارجية
- براندان هودج على موقع الاتحاد الدولي للتجديف (الإنجليزية)
- براندان هودج على موقع اللجنة الأولمبية الدولية (الإنجليزية)
- براندان هودج على موقع أوليمبيديا (الإنجليزية)
- براندان هودج على موقع اللجنة الأولمبية الكندية (الإنجليزية)